# Ортофосфат лития
Ортофосфат лития — неорганическое вещество, соль щелочного металла лития и ортофосфорной кислоты. Химическая формула Li3PO4. В природе встречается в виде минерала литиофосфата.

## Получение
- Ортофосфат лития получают обменными реакциями, используя его плохую растворимость:

{\displaystyle {\mathsf {3\ LiCl+K_{3}PO_{4}\ {\xrightarrow {\ }}\ Li_{3}PO_{4}\downarrow +3\ KCl}}}

## Физические свойства
Представляет собой белое кристаллическое вещество. Плохо растворяется в воде, в присутствии гидрата аммиака растворимость возрастает. Образует кристаллогидраты состава Li3PO4•H2O и Li3PO4•12H2O.

## Химические свойства
- В концентрированных кислотах образует кислые соли:

{\displaystyle {\mathsf {\ Li_{3}PO_{4}+2\ HCl\ {\xrightarrow {\ }}\ LiH_{2}PO_{4}+2\ LiCl}}}
- Хоть ортофосфат лития плохо растворим в воде, но он может вступать в обменные реакции:

{\displaystyle {\mathsf {2\ Li_{3}PO_{4}+3\ CaCl_{2}\ {\xrightarrow {\ }}\ Ca_{3}(PO_{4})_{2}\downarrow +6\ LiCl}}}

## Применение вещества
Ортофосфат лития используется как промежуточный продукт при промышленном получении лития.